# Hempo Ludwig von Pfuel
Hempo Ludwig von Pfuel (* 10. Juli 1690; † 14. Mai 1770), Erbherr auf Jahnsfelde, Gielsdorf und Wilkendorf, war ein preußischer Major, Direktor der Breslauer Kriegs- und Domänenkammer, Geheimer Rat sowie Präsident der Kriegs- und Domänenkammer Halberstadt.

## Herkunft
Hempo Ludwig stammte aus dem alten in Jahnsfelde in der Märkischen Schweiz ansässigen Adelsgeschlecht von Pfuel. Er war der Sohn des Obersts Christian Friedrich von Pfuel, 1702 bei Kaiserswerth gefallen, und der Helene von Veltheim (1657–1727). Der Generalmajor Christian Ludwig von Pfuel war sein Bruder.

## Leben
Pfuel avancierte im preußischen Heer bis zum Major. 1732 wird er kurmärkischer Landrat. 1742 wird er Mitglied der schlesischen Klassifikationskommission, in welcher er sich umfangreiche Landes- und Verfassungskenntnisse aneignete. Im Juli 1743 avancierte Pfuel zum Kriegsrat der Breslauer Kriegs- und Domänenkammer. Am 20. August 1753 trat Pfuel das Amt des zweiten Kammerdirektors an, im Herbst 1754 wurde er, als Nachfolger von Arnold Heinrich von Aussen, erster Kammerdirektor. Im März 1756 wurde er Präsident der Kriegs- und Domänenkammer Halberstadt. Am 3. Juni 1756 erhob ihn Friedrich II. zum Geheimen Rat. 1764 nahm Pfuel im Alter von 75. Jahren seine altersbedingte Dimission.

## Familie
Hempo Ludwig von Pfuel heiratete im Mai 1716 Hedwig Sophie von Jagow (1697–1784). Aus dieser Ehe gingen sieben Kinder hervor:
- Christian Friedrich (1717–1758), preußischer Hauptmann, unter Friedrich II. am 25. August 1758 in der Schlacht von Zorndorf gefallen
- Ernst Ludwig (1718–1789), preußischer Generalmajor sowie Hofmarschall des Prinzen Friedrich Wilhelm von Preußen und Gutsherr auf Jahnsfelde ⚭ Johanna Christiane Sophie Kranz (1755–1783). Sie waren die Eltern des Ernst von Pfuel, preußischer General der Infanterie, Ministerpräsident und Kriegsminister sowie des preußischen Generalleutnants Friedrich Heinrich Ludwig von Pfuel
- Otto Friedrich (1731–1811), preußischer Haupt-Ritterschaftsdirektor, Gutsherr auf Gielsdorf und Wilkendorf ⚭ Florine Karoline Louise von Briest, aus dem Hause Nennhausen
- Friedrich Wilhelm, preußischer Hauptmann des Altpreußischen Infanterieregiments No. 41
- Maria Elisabeth
- Charlotte Sophia Dorothea
- Henrietta Louisa (1735–1798) ⚭ Georg Wilhelm Freiherr Knigge (1731–1801); Mutter des Wilhelm Carl Ernst Freiherr Knigge (1771–1839) sowie die Tante des Adolph Freiherr Knigge